# Oldfield Township (Missouri)
Oldfield Township est un township  du comté de Christian dans le Missouri, aux États-Unis,.